# Kremlin Cup (Russisches Billard)
Der Kremlin Cup (russisch Кубок Кремля Kubok Kremlja) ist ein jährlich ausgetragenes Billardturnier im Olimpijski in der russischen Hauptstadt Moskau. Rekordsieger sind der Ukrainer Jaroslaw Tarnowezkyj und die Russen Wladislaw Osminin und Iossif Abramow mit jeweils zwei Titeln. Bei den Damen war die Russin Diana Mironowa mit bislang sieben Turniersiegen am erfolgreichsten.
Neben den Weltmeisterschaften gilt der Kremlin Cup als eines der bedeutendsten Turniere im Russischen Billard. Gespielt werden die Disziplinen Freie Pyramide (Damen) und Kombinierte Pyramide (Herren). Bis 2009 wurde auch der Herrenwettbewerb in der Freien Pyramide ausgespielt.
Seit 2011 findet parallel ein gleichnamiges Poolbillardturnier statt.

## Geschichte
Erstmals ausgetragen wurde das Turnier im Mai 2005 im Moskauer Olimpijski, wo fünf Monate zuvor die Weltmeisterschaft stattgefunden hatte. Die Erstaustragung mit 16 Teilnehmern gewann der amtierende Weltmeister Qanybek Saghyndyqow. Nach einem Jahr Pause findet der Kremlin Cup seit 2007 jährlich statt, meistens im Oktober. 2008 wurde das Turnier für alle Spieler geöffnet und über 100 Teilnehmer waren dabei. In den folgenden Jahren vergrößerte sich das Teilnehmerfeld weiter, 2011 nahmen erstmals über 200 Spieler teil, 2013 gar 318. Anschließend ging die Teilnehmerzahl wieder etwas zurück, zuletzt lag sie bei etwa 190 (2019). 2020 wurde das Turnier aufgrund der COVID-19-Pandemie abgesagt.
Nachdem die ersten vier Austragungen in der Disziplin Freie Pyramide gespielt wurden, wechselte man 2009 zur Kombinierten Pyramide. Der seit 2008 ausgetragene Damenwettbewerb wird weiterhin in der Freien Pyramide gespielt.
Bei der sechsten Austragung im Jahr 2011 sicherte sich der Ukrainer Jaroslaw Tarnowezkyj als erster Spieler seinen zweiten Sieg. Drei Jahre später gelang dem Russen Wladislaw Osminin als erstem Spieler die Titelverteidigung.
Auch der Damenwettbewerb war zunächst ausgeglichen. Die ersten vier Turniere wurden von vier verschiedenen Spielerinnen gewonnen. In den Jahren danach dominierte Rekordweltmeisterin Diana Mironowa den Kremlin Cup. Sie gewann fünf der sechs Turniere zwischen 2012 und 2017. 2019 gewann mit der Belarussin Kazjaryna Perepetschajewa erstmals eine nicht aus Russland stammende Spielerin.

## Preisgeld
Das Preisgeld wurde von 2011 bis 2015 stark erhöht und für die Turniergewinner ungefähr verdoppelt. Bekam der Sieger 2011 noch 280.000 Russische Rubel (Siegerin: 140.000 Rubel), waren es 2015 bereits 520.000 Rubel (Siegerin: 300.000 Rubel). In den folgenden Jahren wurde das Gesamtpreisgeld der beiden Pyramidewettbewerbe jedoch um 700.000 Rubel gesenkt, während das Preisgeld des parallel ausgetragenen Poolbillardturniers um den gleichen Betrag erhöht wurde.
|                 | Herren        | Damen         |
| --------------- | ------------- | ------------- |
| Sieger          | 440.000 RUB   | 250.000 RUB   |
| Finalist        | 220.000 RUB   | 130.000 RUB   |
| Halbfinalist    | 130.000 RUB   | 100.000 RUB   |
| Viertelfinalist | 100.000 RUB   | 60.000 RUB    |
| Achtelfinalist  | 45.000 RUB    | 30.000 RUB    |
| Letzte 32       | 20.000 RUB    | 15.000 RUB    |
| Gesamt          | 2.000.000 RUB | 1.300.000 RUB |
| Gesamt          | 3.300.000 RUB |               |
| Stand: 2019     |               |               |

## Herren

### Die Turniere im Überblick
| Jahr | Sieger                                  | Ergebnis                                | Finalist                                | Halbfinalisten 1                        | Disziplin            |
| ---- | --------------------------------------- | --------------------------------------- | --------------------------------------- | --------------------------------------- | -------------------- |
| 2005 | Qanybek Saghyndyqow                     | 7:6                                     | Kirill Anischtschenko                   | Uladsislau Wassilenka                   | Freie Pyramide       |
| 2005 | Qanybek Saghyndyqow                     | 7:6                                     | Kirill Anischtschenko                   | Wladimir Petuschkow                     | Freie Pyramide       |
| 2007 | Kirill Anischtschenko                   | 5:3                                     | Juri Paschtschinski                     | Qanybek Saghyndyqow                     | Freie Pyramide       |
| 2007 | Kirill Anischtschenko                   | 5:3                                     | Juri Paschtschinski                     | Jaroslaw Wynokur                        | Freie Pyramide       |
| 2008 | Dmitri Petropawlowski                   | 5:3                                     | Wladimir Ljutow                         | Pawel Mechowow                          | Freie Pyramide       |
| 2008 | Dmitri Petropawlowski                   | 5:3                                     | Wladimir Ljutow                         | Pawel Kusmin                            | Freie Pyramide       |
| 2009 | Jaroslaw Tarnowezkyj                    | 4:2                                     | Dmitri Bajew                            | Aleh Retschyz                           | Freie Pyramide       |
| 2009 | Jaroslaw Tarnowezkyj                    | 4:2                                     | Dmitri Bajew                            | Sergei Bagirow                          | Freie Pyramide       |
| 2010 | Älichan Qaranejew                       | 5:2                                     | Vijay Drangoy                           | Pawel Mechowow                          | Kombinierte Pyramide |
| 2010 | Älichan Qaranejew                       | 5:2                                     | Vijay Drangoy                           | Wladislaw Osminin                       | Kombinierte Pyramide |
| 2011 | Jaroslaw Tarnowezkyj                    | 4:3                                     | Dmitri Bajew                            | Jauhen Saltouski                        | Kombinierte Pyramide |
| 2011 | Jaroslaw Tarnowezkyj                    | 4:3                                     | Dmitri Bajew                            | Armen Gabrieljan                        | Kombinierte Pyramide |
| 2012 | Jewgeni Stalew                          | 5:3                                     | Kanybek Sagynbajew                      | Nikita Liwada                           | Kombinierte Pyramide |
| 2012 | Jewgeni Stalew                          | 5:3                                     | Kanybek Sagynbajew                      | Dmytro Biloserow                        | Kombinierte Pyramide |
| 2013 | Wladislaw Osminin                       | 5:2                                     | Jewhen Nowossad                         | Artur Piwtschenko                       | Kombinierte Pyramide |
| 2013 | Wladislaw Osminin                       | 5:2                                     | Jewhen Nowossad                         | Kanybek Sagynbajew                      | Kombinierte Pyramide |
| 2014 | Wladislaw Osminin                       | 5:3                                     | Älichan Qaranejew                       | Maxim Pan                               | Kombinierte Pyramide |
| 2014 | Wladislaw Osminin                       | 5:3                                     | Älichan Qaranejew                       | Alexander Banny                         | Kombinierte Pyramide |
| 2015 | Pawlo Radionow                          | 6:5                                     | Älichan Qaranejew                       | Pawel Kusmin                            | Kombinierte Pyramide |
| 2015 | Pawlo Radionow                          | 6:5                                     | Älichan Qaranejew                       | Leonid Schwyrjajew                      | Kombinierte Pyramide |
| 2016 | Dmytro Biloserow                        | 4:0                                     | Älibek Omarow                           | Serghei Krîjanovski                     | Kombinierte Pyramide |
| 2016 | Dmytro Biloserow                        | 4:0                                     | Älibek Omarow                           | Kamoliddin Jessiddinow                  | Kombinierte Pyramide |
| 2017 | Aleksandr Sidorov                       | 30:15                                   | Rasmik Wardanjan                        | Asis Madaminow                          | Kombinierte Pyramide |
| 2017 | Aleksandr Sidorov                       | 30:15                                   | Rasmik Wardanjan                        | Maxim Pan                               | Kombinierte Pyramide |
| 2018 | Oleg Jerkulew                           | 5:4                                     | Serghei Krîjanovski                     | Aleksandr Sidorov                       | Kombinierte Pyramide |
| 2018 | Oleg Jerkulew                           | 5:4                                     | Serghei Krîjanovski                     | Iossif Abramow                          | Kombinierte Pyramide |
| 2019 | Iossif Abramow                          | 5:1                                     | Andrij Kljestow                         | Michail Zarjow                          | Kombinierte Pyramide |
| 2019 | Iossif Abramow                          | 5:1                                     | Andrij Kljestow                         | Jauhen Saltouski                        | Kombinierte Pyramide |
| 2020 | abgesagt aufgrund der COVID-19-Pandemie | abgesagt aufgrund der COVID-19-Pandemie | abgesagt aufgrund der COVID-19-Pandemie | abgesagt aufgrund der COVID-19-Pandemie | Kombinierte Pyramide |
| 2021 | Iossif Abramow                          | 6:2                                     | Almas Äbsejit                           | Nikita Wolodin                          | Kombinierte Pyramide |
| 2021 | Iossif Abramow                          | 6:2                                     | Almas Äbsejit                           | Jauhen Saltouski                        | Kombinierte Pyramide |

### Rangliste der Sieger
| Platz | Spieler               | Gold | Silber | Bronze |
| ----- | --------------------- | ---- | ------ | ------ |
| 1     | Wladislaw Osminin     | 2    | 0      | 1      |
| 1     | Iossif Abramow        | 2    | 0      | 1      |
| 3     | Jaroslaw Tarnowezkyj  | 2    | 0      | 0      |
| 4     | Älichan Qaranejew     | 1    | 2      | 0      |
| 5     | Kirill Anischtschenko | 1    | 1      | 0      |
| 6     | Qanybek Saghyndyqow   | 1    | 0      | 1      |
| 6     | Dmytro Biloserow      | 1    | 0      | 1      |
| 6     | Aleksandr Sidorov     | 1    | 0      | 1      |
| 9     | Dmitri Petropawlowski | 1    | 0      | 0      |
| 9     | Jewgeni Stalew        | 1    | 0      | 0      |
| 9     | Pawlo Radionow        | 1    | 0      | 0      |
| 9     | Oleg Jerkulew         | 1    | 0      | 0      |

## Damen

### Die Turniere im Überblick
| Jahr | Siegerin                                | Ergebnis                                | Finalistin                              | Halbfinalistinnen 2                     | Disziplin      |
| ---- | --------------------------------------- | --------------------------------------- | --------------------------------------- | --------------------------------------- | -------------- |
| 2008 | Anastassija Luppowa                     | 3:1                                     | Lubov Parijer                           | Swetlana Maximowa                       | Freie Pyramide |
| 2008 | Anastassija Luppowa                     | 3:1                                     | Lubov Parijer                           | Natalja Trofimenko                      | Freie Pyramide |
| 2009 | Xenija Lukjanenko                       | 3:0                                     | Anastassija Luppowa                     | Tetjana Melichowa                       | Freie Pyramide |
| 2009 | Xenija Lukjanenko                       | 3:0                                     | Anastassija Luppowa                     | Diana Mironowa                          | Freie Pyramide |
| 2010 | Diana Mironowa                          | 4:1                                     | Olga Prochorowa                         | Lubov Parijer                           | Freie Pyramide |
| 2010 | Diana Mironowa                          | 4:1                                     | Olga Prochorowa                         | Olga Milowanowa                         | Freie Pyramide |
| 2011 | Olga Milowanowa                         | 4:1                                     | Natalja Trofimenko                      | Alena Bunas                             | Freie Pyramide |
| 2011 | Olga Milowanowa                         | 4:1                                     | Natalja Trofimenko                      | Aljaksandra Hisels                      | Freie Pyramide |
| 2012 | Diana Mironowa                          | 5:4                                     | Olga Milowanowa                         | Sarjana Prytuljuk                       | Freie Pyramide |
| 2012 | Diana Mironowa                          | 5:4                                     | Olga Milowanowa                         | Anastassija Kowaltschuk                 | Freie Pyramide |
| 2013 | Diana Mironowa                          | 5:1                                     | Polina Jaroschewitsch                   | Aljaksandra Hisels                      | Freie Pyramide |
| 2013 | Diana Mironowa                          | 5:1                                     | Polina Jaroschewitsch                   | Anastassija Kowaltschuk                 | Freie Pyramide |
| 2014 | Olga Milowanowa                         | 5:3                                     | Tatjana Maximowa                        | Diana Mironowa                          | Freie Pyramide |
| 2014 | Olga Milowanowa                         | 5:3                                     | Tatjana Maximowa                        | Aljaksandra Hisels                      | Freie Pyramide |
| 2015 | Diana Mironowa                          | 5:1                                     | Kazjaryna Perepetschajewa               | Ljubow Dolgaja                          | Freie Pyramide |
| 2015 | Diana Mironowa                          | 5:1                                     | Kazjaryna Perepetschajewa               | Natalija Kornewa                        | Freie Pyramide |
| 2016 | Diana Mironowa                          | 4:3                                     | Olga Milowanowa                         | Kristina Guds                           | Freie Pyramide |
| 2016 | Diana Mironowa                          | 4:3                                     | Olga Milowanowa                         | Elina Nagula                            | Freie Pyramide |
| 2017 | Diana Mironowa                          | 65:20                                   | Tatjana Maximowa                        | Anastassija Kowaltschuk                 | Freie Pyramide |
| 2017 | Diana Mironowa                          | 65:20                                   | Tatjana Maximowa                        | Olga Milowanowa                         | Freie Pyramide |
| 2018 | Anastassija Stanowowa                   | 3:2                                     | Kristina Saltowskaja                    | Arina Batschinskas                      | Freie Pyramide |
| 2018 | Anastassija Stanowowa                   | 3:2                                     | Kristina Saltowskaja                    | Anastassija Swerinzewa                  | Freie Pyramide |
| 2019 | Kazjaryna Perepetschajewa               | 4:1                                     | Elina Nagula                            | Darja Michailowa                        | Freie Pyramide |
| 2019 | Kazjaryna Perepetschajewa               | 4:1                                     | Elina Nagula                            | Kristina Guds                           | Freie Pyramide |
| 2020 | abgesagt aufgrund der COVID-19-Pandemie | abgesagt aufgrund der COVID-19-Pandemie | abgesagt aufgrund der COVID-19-Pandemie | abgesagt aufgrund der COVID-19-Pandemie | Freie Pyramide |
| 2021 | Diana Mironowa                          | 6:1                                     | Elina Nagula                            | Darja Michailowa                        | Freie Pyramide |
| 2021 | Diana Mironowa                          | 6:1                                     | Elina Nagula                            | Anna Kostylewa                          | Freie Pyramide |

### Rangliste der Siegerinnen
| Platz | Spielerin                 | Gold | Silber | Bronze |
| ----- | ------------------------- | ---- | ------ | ------ |
| 1     | Diana Mironowa            | 7    | 0      | 2      |
| 2     | Olga Milowanowa           | 2    | 2      | 2      |
| 3     | Anastassija Luppowa       | 1    | 1      | 0      |
| 3     | Kazjaryna Perepetschajewa | 1    | 1      | 0      |
| 5     | Xenija Lukjanenko         | 1    | 0      | 0      |
| 5     | Anastassija Stanowowa     | 1    | 0      | 0      |